# 2015 en Australie
Chronologie de l'Australie
- 2011
- 2012
- 2013
- 2014
- 2015
- 2016
- 2017
- 2018
- 2019

## En exercice
- Monarque – Reine Elizabeth II
- Gouverneur général – Peter Cosgrove
- Premiers ministres :

               –  Tony Abbott (premier ministre en fonction depuis le  18 septembre 2013).
               – Malcolm Turnbull, lui succède le 15 septembre 2015.

## Chronologie

### Janvier 2015
- Du 9 janvier au 31 janvier : Coupe d'Asie des nations de football 2015 à Sydney, Melbourne, Brisbane, Canberra et Newcastle[1].
- 25 janvier : Rosie Batty est élue Australienne de l'année.
- 26 janvier :  le prince Philip, duc d'Édimbourg est fait chevalier de l'Ordre d'Australie lors de l'Australia Day 2015.

### Février 2015

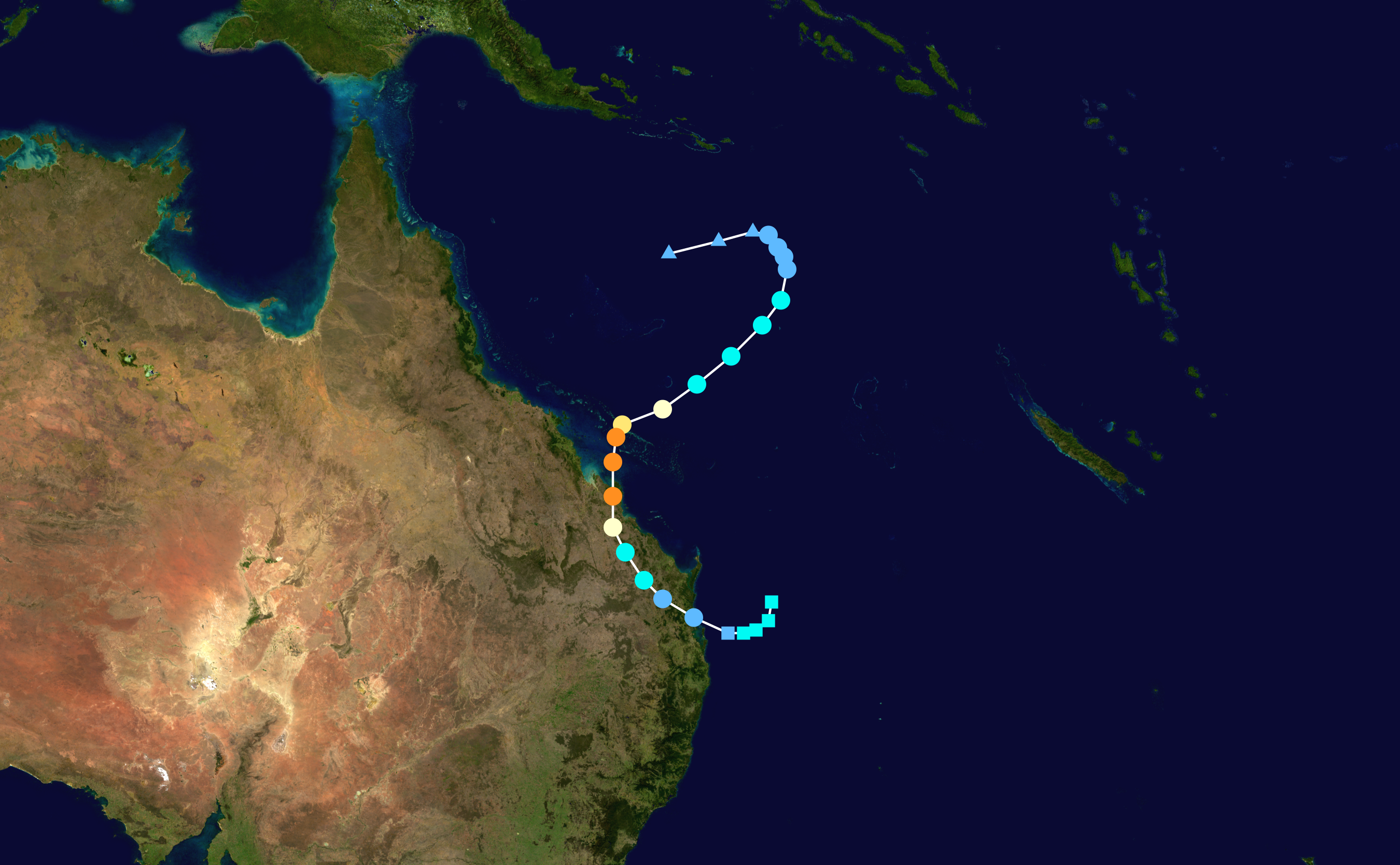
Carte traçant la trajectoire et l'intensité de la tempête selon l'échelle de Saffir-Simpson.

- 14 février : Annastacia Palaszczuk est assermentée à titre de 39e premier ministre du Queensland.
- 20 février : Le cyclone Marcia (en) touche l'État du Queensland, endommageant la ville de Rockhampton et ses alentours[2],[3],[4].

### Mars 2015
- 28 mars : une élection a lieu dans l'État de Nouvelle-Galles du Sud.

### Mai 2015

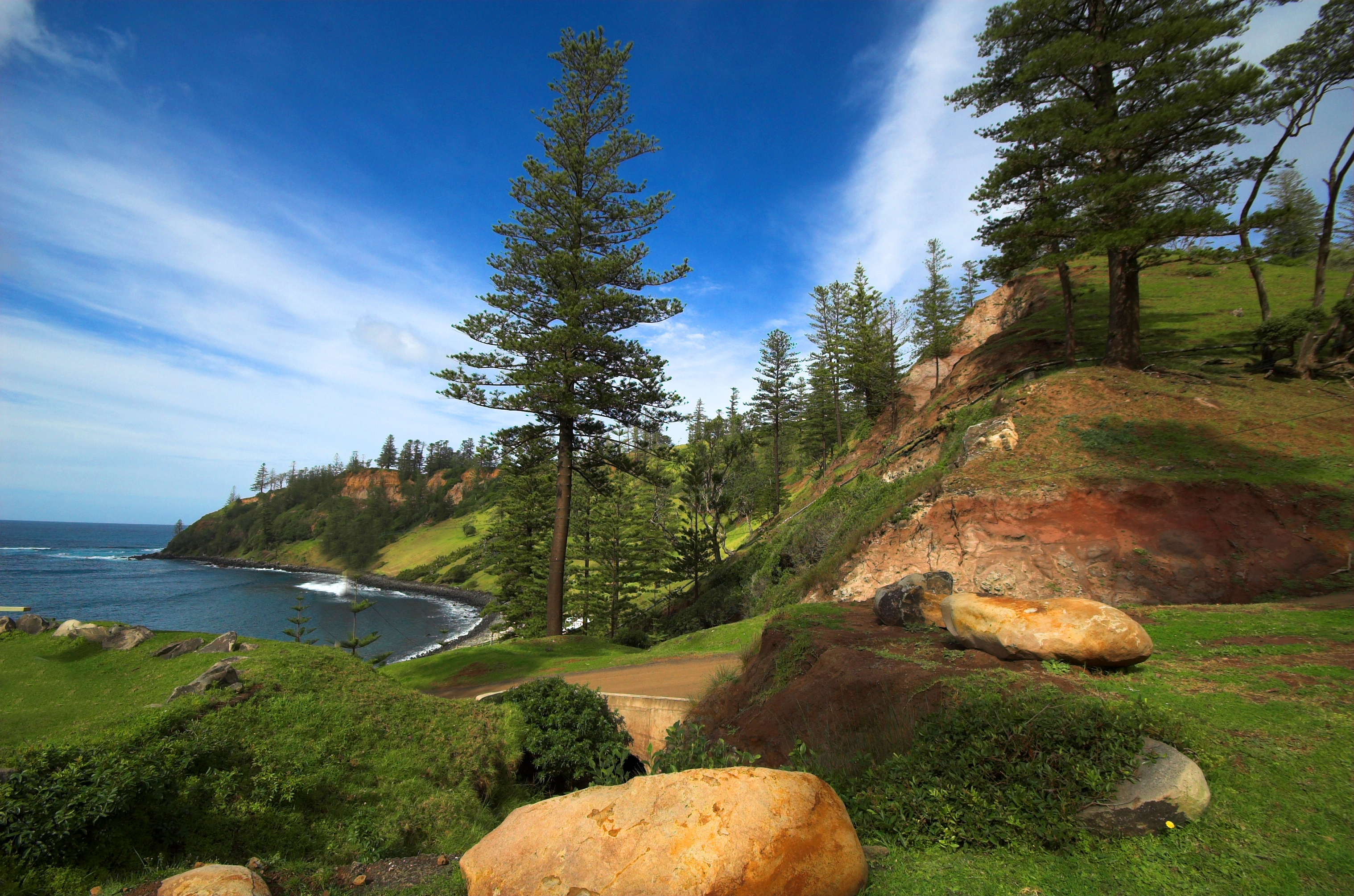
L'île Norfolk, qui perd son autonomie politique vis-à-vis de l'Australie au mois de mai.

- 12 mai : L'île Norfolk, le seul territoire australien d'outre-mer habité, perd son autonomie politique à la suite d'un vote du Parlement fédéral australien. L'assemblée législative et le gouvernement autonome de l'île sont abrogés[5].

### Juin 2015
- 4-15 juin : Le 14e Dalaï Lama en visite en Australie.

### Août 2015
- 10 août : Tony Smith est choisi comme  président de la Chambre des représentants à la suite de la démission de l'ancienne présidente Bronwyn Bishop, à la suite de révélations d'abus d'utilisation de l'argent public à des fins personnelles, de cette dernière.

### Septembre 2015
- 14 septembre : Tony Abbott, premier ministre, est démis de ses fonctions, désavoué lors d'un vote de confiance des parlementaires de sa formation. Malcolm Turnbull devient ainsi chef du parti et premier ministre désigné[6],[7]. Son investiture se tient lieu le 15 septembre 2015.

- 27 septembre : Un fontis, gouffre spectaculaire plus grand que la taille d'un terrain de football et de plusieurs mètres de profondeur, engouffre des véhicules (voiture, caravane, une remorque de camping) ; causant 300 campeurs et les vacanciers à être évacué de la zone[8].